# Magneux, Marne
Magneux är en kommun i departementet Marne i regionen Grand Est (tidigare regionen Champagne-Ardenne) i nordöstra Frankrike. Kommunen ligger i kantonen Fismes som tillhör arrondissementet Reims. År 2022 hade Magneux 266 invånare.

## Befolkningsutveckling
Antalet invånare i kommunen Magneux
| Referens: INSEE |